# Vox (сайт)
Vox — американский веб-сайт, открытый в апреле 2014 года и принадлежащий Vox Media. Сфокусирован на новостях и мнениях, применяет концепцию объяснительной журналистики.

## Описание
В марте 2014 года, до официального запуска, Vox подвергся критике со стороны консервативных комментаторов за опубликованное видео, в котором утверждалось, что государственный долг США «не является проблемой прямо сейчас».
Веб-сайт отмечался в новостной и документальной премии «Эмми» за определённые работы. В частности, сериал «Границы» за авторством Джонни Харриса дважды номинировался на премию «Эмми».